# Chichigalpa
Chichigalpa é um município da Nicarágua, situado no departamento de Chinandega. Tem 223 km² de área e sua população em 2020 foi estimada em 46.757 habitantes.